# عامری (محله)
عامری نام یکی از محلات قدیمی شهر اهواز است. این محله در گذشته هستهٔ اصلی شهر را تشکیل می‌داده و در منطقه اهواز قدیم قرار دارد. خانه‌های قدیمی و نخل‌های بلند و پیر نمای زیبایی به این محله در شرق کارون داده است.
بیش‌تر جمعیت این ناحیه عرب هستند. این محله نام خود را از بیت نبهان که معروف به عامری هستند که شهروندان اصلی آن هستند گرفته است.
یکی از قدیمی‌ترین سدهای جهان در اهواز و در این منطقه واقع است. این سد که آثاری نیز از آن برجای مانده عرض رودخانه کارون را پیموده و در کنار پل هفتم واقع است.
در زبان محلی به آن سنون گفته می‌شود. قدیم‌ترین مسجد اهواز نیز در محله عامری قرار دارد که به مسجد حاج احمد عامری معروف است.
علی ابن مهزیار دورقی (اهوازی) از دانشمندان و زهاد و از اصحاب امامان (از محمد تقی تا حجت بن الحسن) در ابتدای این محله دفن شده و آرامگاه وی بسیار با شکوه می‌باشد.
قدیمی‌های اهواز به‌طورمعمول بیشتر در این منطقه ساکن هستند.